# Condado de McMinn
El condado de McMinn (en inglés: McMinn County, Tennessee), fundado en 1819, es uno de los 95 condados del estado estadounidense de Tennessee. En el año 2000 tenía una población de 49.015 habitantes con una densidad poblacional de 44 personas por km². La sede del condado es Athens.

## Geografía
Según la Oficina del Censo, el condado tiene un área total de 1119 km² (432 mi²), de la cual 1114 km² (430,1 mi²) es tierra y 5 km² (1,9 mi²) es agua.

### Condados adyacentes
- Condado de Roane norte
- Condado de Loudon noreste
- Condado de Monroe este
- Condado de Polk sureste
- Condado de Bradley suroeste
- Condado de Meigs oeste

## Demografía
En el 2000 la renta per cápita promedia del condado era de $31,919, y el ingreso promedio para una familia era de $38,992. El ingreso per cápita para el condado era de $16,725. En 2000 los hombres tenían un ingreso per cápita de $31,051 contra $20,524 para las mujeres. Alrededor del 14.50% de la población estaba bajo el umbral de pobreza nacional.

## Lugares

### Ciudades y pueblos
- Athens
- Calhoun
- Englewood
- Etowah
- Niota
- Sweetwater (parcial)

### Comunidades no incorporadas
- Claxton
- Delano
- Mount Verd
- Riceville